# Marie-Claude Bomsel
Marie-Claude Dominique Bomsel, née le 7 juillet 1946, est une docteur-vétérinaire française, professeur au Muséum national d'histoire naturelle.
Outre son travail de chercheuse et d'enseignante, elle est chroniqueuse animalière sur France 2 dans l'émission C'est au programme, et elle intervient régulièrement dans des émissions où divers journalistes l'interrogent sur les sujets pour lesquels elle est considérée comme personne-ressource.

## Biographie
Issue d'un milieu bourgeois de la ville de Versailles, Marie-Claude Bomsel est passionnée par les animaux depuis son enfance passée au Chesnay. Elle a un père marchand d'articles de sport féru d'art contemporain mère institutrice de gauche naturiste. 
Elle intègre en 1969 l'École nationale vétérinaire de Maison-Alfort. Après avoir exercé quelque temps en milieu canin puis rural, elle s'envole pour la Centrafrique avec son mari. Lorsque le gouvernement de Bokassa décide l'expulsion des ressortissants étrangers, elle revient en France où elle obtient un stage au Parc zoologique de Vincennes. Elle travaille ensuite au jardin des Plantes de Paris, où elle dirige la ménagerie de 1981 à 1989 et de 2001 à 2004. Désormais, elle est professeur au Muséum national d'histoire naturelle au sein du département des parcs botaniques et zoologiques.
Marie-Claude Bomsel, professeur au Muséum national d'histoire naturelle, rédige 79 articles sur les Mammifères pour le supplément, paru en mai 1999, de l’Encyclopædia Universalis.

## Distinctions
- Chevalier de la Légion d'honneur (2004)[6].

## Publications
- Pas si bêtes, éditions Jean-Claude Lattès, 1986.
- Le dépit du gorille amoureux : et autres effets de la passion dans le règne animal, Éditions Jean-Claude Lattès, 1998  (ISBN 2-7096-1892-3)
- Questions d'amour, Éditions du Garde Temps, 2000  (ISBN 2-913545-04-1)
- La vie rêvée des bêtes : elles ne sont pas ce que nous croyons !, Éditions Michel Lafon, 2003  (ISBN 2-84098-991-3)
- Leur sixième sens : les animaux sont-ils plus « sensés » que nous ?, Éditions Michel Lafon, 2006  (ISBN 2-7499-0404-8)
- Féli vétérinaire (roman), éditions Plon, 2007.
- Le tour du monde des animaux (documentaire jeunesse), Éditions Rue des Enfants, 2015.  (ISBN 2-3518-1246-8)
- Mon histoire naturelle (autobiographie), Éditions Arthaud, 2016  (ISBN 2-0813-5212-5)